# Kees Boeke (Pädagoge)

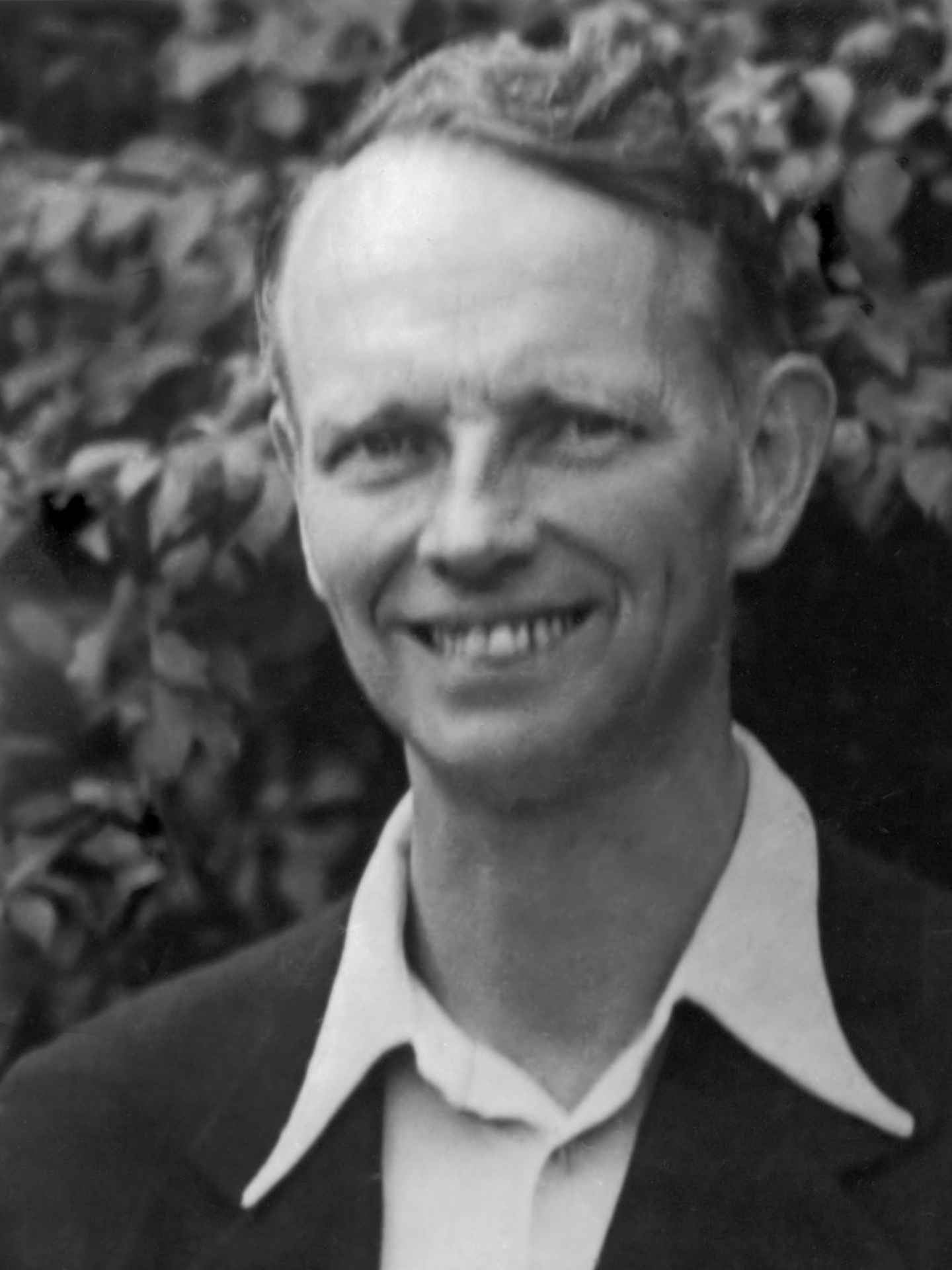
Kees Boeke 1939

Cornelis „Kees“ Boeke (* 29. September 1884 in Alkmaar; † 3. Juli 1966 in Abcoude) war ein niederländischer Reformpädagoge.

## Leben
Boeke studierte an der University of London. Gemeinsam mit Helene Stöcker und Wilfred Wellock gründete er 1921 in Bilthoven „Paco“ (Friede in Esperanto), später War Resisters’ International (WRI). 1926 errichtete er in Bilthoven bei Utrecht die Reformschule Werkplaats Kindergemeenschap, die unter anderem von den Ideen der Quäker inspiriert war, und deren Leitung er bis 1954 innehatte. Auch drei Kinder von Königin Juliana wurden hier zeitweise unterrichtet, so auch die spätere Königin der Niederlande Beatrix.
Boeke entwickelte das Konzept der Soziokratie weiter, das unter anderem in Iederwijs-Schulen verwendet wird.

## Werke
- De vergetenen (1920)
- Liederen en geschriften (1923)
- Kindergemeenschap (1934)
- A children's community in Holland (1935)
- Vernieuwde leiding voor het schoolkind (1945)
- Kindergemeenschappen (1946)
- Redelijke ordening van de mensengemeenschap (1946)

### Adaptionen
Seine Ideen und Thesen waren Gegenstand von einigen Dokumentarfilmen. 
- Cosmic Zoom (1968), nach dem Buch „Cosmic View“
- Powers of Ten (1977)
- A Rough Sketch for a Proposed Film Dealing with the Powers of Ten and the Relative Size of Things in the Universe (1968)